# Godisson
Godisson är en kommun i departementet Orne i regionen Normandie i nordvästra Frankrike. Kommunen ligger i kantonen Courtomer som tillhör arrondissementet Alençon. År 2022 hade Godisson 103 invånare.

## Befolkningsutveckling
Antalet invånare i kommunen Godisson
| Referens: INSEE |